# M/S Mecklenburg-Vorpommern
M/S Mecklenburg-Vorpommern är en passagerarfärja med plats för bilar, lastbilar och järnvägsvagnar som går mellan Trelleborg och Rostock för Stena Line. Den byggdes 1996 vid varvet Schichau Seebeck Werft AG i Tyskland och levererades 1996 till Deutsche Fährgesellschaft Ostsee (DFO). Färjan har sedan 1 juli 2021 svensk besättning och är byggd för 900 passagerare.

## Övriga data
- Överfartstid: Dagtur: 5 h och 45 min, nattur: 7 h och 30 min
- Avgång: 2-3 gånger per dag
- Hemmahamn: Rostock